# 九龍巴士73X線
九龍巴士73X線是香港一條新界巴士路線，來往大埔（富善）及荃灣（如心廣場），途經大埔中心、大埔墟、廣福邨、吐露港公路、城門隧道、梨木樹邨、大窩口和荃灣市中心。
73X是大埔區目前唯一來往城門隧道轉車站及荃灣的全日專利巴士路線，肩負往返大埔與荃葵青、以至新界西北地區的客源。九巴於2014年引入本港首批12.8米雙層巴士，更率先調派到此路線以應付高企客量，創亞洲業界先河。
九龍巴士73D線是73X的特別班次，在星期一至五上午繁忙時間由大埔（廣福）開往荃灣（如心廣場），以及於星期一至五下午繁忙時間由荃灣（如心廣場）開往大埔（富善），經白石角和香港科學園。
九龍巴士73F線是73X的特別班次，在星期一至五繁忙時間，來往荃灣（如心廣場）及香港教育大學，經荃灣市中心、大窩口、梨木樹、城門隧道、吐露港公路、大埔海濱公園和大埔工業邨。
九龍巴士73P線是73X的特別班次，在星期一至五繁忙時間，來往大美督及荃灣（如心廣場），經汀角路、鳳園、大埔中心、吐露港公路、城門隧道、梨木樹邨、葵興、葵芳及楊屋道，且不經大窩口及大河道。

## 簡介及歷史
本路線提供大埔富善、大埔中心、大埔墟、廣福往來梨木樹、大窩口及荃灣的巴士服務，於1987年4月7日起開辦，時值城門隧道仍在興建中，故此由荃灣及葵涌途經荃灣至蝴蝶谷交匯處一段的青山公路、呈祥道、龍翔道及獅子山隧道往大埔，來回程經南運道及廣福邨，荃灣總站設於荃灣大會堂旁的舊荃灣碼頭巴士總站。初期需求不太大，班次為10-16分鐘一班。隨著城門隧道通車，本路線於1990年4月20日起改經，並降低全程收費至$4.1，且擴展服務範圍至大埔墟，來回程改經安慈路、安祥路、寶鄉街及廣福道，而不途經新興花園外之南運路。 但仍保留經廣福邨的安排。
- 1991年5月26日：荃灣總站遷往荃灣運輸大樓下的新荃灣碼頭巴士總站。
- 1993年6月1日：加開特別班次，廣福往荃灣碼頭。
- 2000年3月19日：荃灣總站遷往如心廣場。
- 2000年9月17日：改為全空調服務，收費$8.4，成為首條轉為全空調的城隧線，揭開城門隧道路線空調化的序幕[9]。
- 2015年12月31日：增設到站時間預報。
- 2019年6月3日：73P線開辦。[10]
- 2020年2月10日：73X線廣福邨特別班次，原定星期一至五07:35、08:15提早至07:30、08:10開出，星期六08:15提早至08:10開出，到達吐露港公路後，改經創新路、科學園路、瑞祥路、吐露港公路、大埔公路-沙田段後返回原有路線。[11]
- 2020年7月27日：73X線星期一至五途經香港科學園特別班次增至三班，以及新增三班途經香港科學園特別班次回程服務。[12]
- 2020年11月30日：73X特別班次增加分站。
  - 來回增加馬料水公眾碼頭分站。[13]
  - 往荃灣方向增加創新路分站。[14]
- 2021年3月8日：73P線新增下午回程服務。[15]
- 2021年5月24日：73X線所有廣福開出及繞經白石角及香港科學園的特別班次，並獲獨立編號為73D線。[16][17]
- 2022年7月4日：73P線來回程各增至兩班車，大美督開:06:55、07:10；荃灣（如心廣場）開:17:50、18:10。[18]
- 2023年12月18日：73F線開辦。[19]
- 2025年7月21日：73D線星期一至五由廣福街市開出之班次減至三班，開出時間為07:20、07:45及08:10；由荃灣（如心廣場）開出之班次減至兩班，開出時間為18:18及18:36；星期六由廣福街市開出之班次減至一班，開出時間為08:00。[20]

## 服務時間及班次
73X
| 大埔（富善）開   | 大埔（富善）開 | 大埔（富善）開 | 荃灣（如心廣場）開 | 荃灣（如心廣場）開         | 荃灣（如心廣場）開         |
| 日期             | 服務時間       | 班次（分鐘）   | 日期               | 服務時間                   | 班次（分鐘）               |
| ---------------- | -------------- | -------------- | ------------------ | -------------------------- | -------------------------- |
| 星期一至五       | 05:20-06:20    | 7/8            | 星期一至五         | 05:35、05:50               | 05:35、05:50               |
| 星期一至五       | 06:20-07:34    | 4/5            | 星期一至五         | 06:00-07:57                | 9                          |
| 星期一至五       | 07:34-08:05    | 6/7            | 星期一至五         | 07:57-09:00                | 10/11                      |
| 星期一至五       | 08:05-10:20    | 7/8            | 星期一至五         | 09:00-10:30                | 9                          |
| 星期一至五       | 10:20-16:30    | 10             | 星期一至五         | 10:30-13:40                | 10                         |
| 星期一至五       | 16:37          | 16:37          | 星期一至五         | 13:40-16:04                | 8                          |
| 星期一至五       | 16:44-17:50    | 6              | 星期一至五         | 16:04-17:07                | 7                          |
| 星期一至五       | 17:50-19:00    | 10             | 星期一至五         | 17:07-17:42                | 5                          |
| 星期一至五       | 19:00-21:00    | 12             | 星期一至五         | 17:42-18:10                | 4                          |
| 星期一至五       | 21:00-22:00    | 15             | 星期一至五         | 18:18、18:22、18:31、18:36 | 18:18、18:22、18:31、18:36 |
| 星期一至五       | 22:00-00:00    | 20             | 星期一至五         | 18:45-19:55                | 5                          |
| 星期一至五       | 21:00-00:00    | 15             | 星期一至五         | 20:00-21:45                | 7/8                        |
|                  |                |                | 星期一至五         | 21:45-21:55                | 10                         |
| 21:55-22:55      | 12             |                | 星期一至五         |                            |                            |
| 22:55-23:25      | 15             |                | 星期一至五         |                            |                            |
| 23:25-00:25      | 20             |                | 星期一至五         |                            |                            |
| 星期六           | 05:20-05:50    | 10             | 星期六             | 05:35-06:50                | 15                         |
| 星期六           | 05:50-15:59    | 7/8            | 星期六             | 06:50-07:14                | 12                         |
| 星期六           | 15:59-17:05    | 5/6            | 星期六             | 07:14-10:04                | 10                         |
| 星期六           | 17:05-19:20    | 7/8            | 星期六             | 10:04-16:36                | 8                          |
| 星期六           | 19:20-21:20    | 12             | 星期六             | 16:36-19:02                | 5/6                        |
| 星期六           | 21:20-23:20    | 15             | 星期六             | 19:02-19:50                | 8                          |
| 星期六           | 23:20-00:00    | 20             | 星期六             | 20:00-21:10                | 10                         |
|                  |                |                | 星期六             | 21:10-22:40                | 7/8                        |
| 22:40-23:10      | 10             |                | 星期六             |                            |                            |
| 23:10-23:25      | 15             |                | 星期六             |                            |                            |
| 23:25-00:25      | 20             |                | 星期六             |                            |                            |
| 星期日及公眾假期 | 05:20-06:20    | 20             | 星期日及公眾假期   | 05:35-06:35                | 20                         |
| 星期日及公眾假期 | 06:20-06:50    | 15             | 星期日及公眾假期   | 06:35-07:20                | 15                         |
| 星期日及公眾假期 | 06:50-07:50    | 12             | 星期日及公眾假期   | 07:20-08:20                | 12                         |
| 星期日及公眾假期 | 07:50-09:10    | 10             | 星期日及公眾假期   | 08:20-10:00                | 10                         |
| 星期日及公眾假期 | 09:10-18:50    | 6-8            | 星期日及公眾假期   | 10:00-19:53                | 6-8                        |
| 星期日及公眾假期 | 18:50-20:00    | 10             | 星期日及公眾假期   | 20:01-21:45                | 8                          |
| 星期日及公眾假期 | 20:00-21:00    | 12             | 星期日及公眾假期   | 21:45-22:55                | 10                         |
| 星期日及公眾假期 | 21:00-22:00    | 15             | 星期日及公眾假期   | 22:55-23:25                | 15                         |
| 星期日及公眾假期 | 22:00-00:00    | 20             | 星期日及公眾假期   | 23:25-00:25                | 20                         |

- 橙字班次改經大埔中心

特別班次（荃灣（如心廣場）→大埔（富善）（經象鼻山路，不停「大窩口站」至「可風中學」各站））
- 星期一至五：19:00

星期六、日及公眾假期不設服務，惟實質運作上，除了以上班次外，此特別班次可因應需求由司機決定自行加班。
特別班次（昌榮路→大埔（富善））
- 星期一至五：08:18、21:25
- 星期六：09:15、12:15

73D
- 廣福開
  - 星期一至五開：07:15、07:30、07:50、08:10
  - 星期六開：07:55、08:10
- 荃灣（如心廣場）開
  - 星期一至五開：18:14、18:27、18:40

73D及73X所有特別班次星期日及公眾假期不設服務。
73F
- 星期一至五
  - 荃灣（如心廣場）開：07:20
  - 香港教育大學開：17:40

73P
- 星期一至五
  - 大美督開：06:55、07:10
  - 荃灣（如心廣場）開：17:50、18:10

73F及73P星期六、日及公眾假期不設服務

## 收費
| 路線     | 全程收費 | 分段收費                                                                                       |
| -------- | -------- | ---------------------------------------------------------------------------------------------- |
| 73X／73D | $11.5    | - 可風中學往荃灣（如心廣場）：$6.7 - 廣福邨往大埔（富善）：$5.4                                |
| 73P      | $16.9    | - 救恩書院往荃灣（如心廣場）：$11.5 - 可風中學往荃灣（如心廣場）／大埔中心第五期往大美督：$6.7 |
| 73F      | $16.9    | - 可風中學往荃灣（如心廣場）：$6.7 - 大埔海濱公園往香港教育大學：$5.6                          |

乘客若在城門隧道轉車站轉乘73X/73D線往富善，須補付車費$2.3；轉乘73F線往香港教育大學／73P線往大美督，須補付車費$7.4；而往荃灣則可獲免費轉乘。
| - 本線設有12歲以下小童及65歲或以上長者半價優惠。 - 65歲或以上香港居民使用「樂悠咭」，以及12歲以下合資格殘疾兒童使用「殘疾人士身份」個人八達通繳付車資，均可享有每程$2.0或半價（以較低者為準）的票價優惠；12至64歲合資格殘疾人士使用「殘疾人士身份」個人八達通（包括「樂悠咭」），以及60至64歲香港居民使用「樂悠咭」繳付車資，均可享有每程$2.0或全費（以較低者為準）的票價優惠。 - 65歲或以上長者如使用長者或一般個人八達通繳付車資，則只可享有半價優惠；12至64歲合資格殘疾人士如不使用「殘疾人士身份」個人八達通，以及60至64歲人士如不使用「樂悠咭」繳付車資，必須繳付全費。 - 乘客可以現金或八達通於上車時付款，不設找續。 - 每位成人乘客可免費攜帶最多兩名4歲以下而不佔座位的兒童乘客乘車，超額之4歲以下小童必須繳付小童車費乘車。 - 持有「九巴月票」之乘客在車票有效期內，每日可享最多10程任何九龍巴士及龍運巴士路線（包括本路線，以及聯營路線的九龍巴士／龍運巴士提供的班次；惟乘搭機場「A」及「NA」線則可享原價二七折優惠（不會計算每天10次合資格車程））；而B1線則每日可享最多各2程（不會計算每天10次合資格車程）。 - 九龍巴士、城巴、龍運巴士及陽光巴士全職員工及家屬（不包括外判職員）可免費乘搭本路線，惟必須拍職員或職員家屬八達通。 - 乘客亦可透過多元化電子支付系統（e度嘟）繳付車資，包括使用非接觸式VISA卡、JCB卡、萬事達卡、銀聯卡、美國運通、大來國際、Discover Card、Apple Pay、Google Pay、Samsung Pay、AlipayHK「易乘碼」、支付寶、WeChatHK／微信支付「搭車碼」、銀聯雲閃付「乘車碼」及BOC Pay「乘車碼」。乘客使用此付款方式，使用此支付方式的乘客可享有中途下車之分段收費，以及與其他九巴／龍運獨營路線或聯營線九巴／龍運班次之轉乘優惠，惟不適用於與非九巴／龍運路線之轉乘優惠，亦不能享有「公共交通費用補貼計劃」及「長者及合資格殘疾人士公共交通票價優惠計劃」。 |

### 八達通轉乘優惠
乘客登上本線後150分鐘內以同一張八達通卡轉乘以下路線，或從以下路線登車後150分鐘內以同一張八達通卡轉乘本線，次程可獲$4.2車資折扣優惠（只適用於成人八達通，使用殘疾人士身分八達通部分組合或沒有轉乘優惠，而要多付車費）：
73X←→71K
- 73X往富善邨 → 71K
- 71K → 73X往荃灣

73X←→荃灣／葵青區路線
- 73X往荃灣 → 31M往石籬、39M往荃威花園、42M往長宏、234A、234B往浪翠園、235M往安蔭、238M往海濱花園或243M往美景花園
- 31M往葵芳站、39M往荃灣站、42M往愉景新城、234A、234B往荃灣西站、235M往葵芳站、238M往荃灣站或243M往愉景新城 → 73X往大埔

73X←→屯門路線
- 73X往荃灣 → 57M、58M/58P、59M、60M、61M、66M、67M或260C往屯門
- 57M、58M、59M、60M、61M、66M、67M、259E或260C往荃灣／葵青 → 73X往大埔

## 使用車輛
於八十年代開線時以「雞車」利蘭勝利二型行走，3年後本線改經城門隧道時換入丹尼士巨龍11米非空調巴士或都城嘉慕11米雙層非空調巴士行走，至2001年期間並出現晚年平治O305作支援。增加空調服務後曾改用前九龍巴士64M線的Neoplan Centroliner巴士。
2008年5月26日，因應駛經彌敦道的巴士路線的低地台掛牌車必須是歐盟3型或以上引擎的巴士，所以歐盟2型引擎巴士撤出駛經彌敦道的巴士路線，本線換入原行駛271線的9輛巴士，主要是1998年的前龍運巴士丹尼士三叉戟三型巴士，而原有的前265B歐三巴士（7輛富豪超級奧林比安、2輛丹尼士三叉戟三型）則調到271線。
2014年，九巴引入兩輛亞歷山大丹尼士Enviro 500 MMC 12.8米樣版巴士並落戶沙田車廠，該兩車於同年8月22日一同上掛本線，成為香港和亞洲首條採用12.8米雙層空調巴士行走的路線。 
現時本線使用31輛亞歷山大丹尼士Enviro 500 MMC（8輛12米ATENU、10輛12.8米 3ATENU、13輛12.8米E6X）雙層空調巴士。
| 車隊編號  | 車牌   | 車廠           |
| --------- | ------ | -------------- |
| ATENU926  | TZ723  |                |
| ATENU932  | TZ2123 |                |
| ATENU943  | UA1236 |                |
| ATENU950  | UA1497 |                |
| ATENU957  | UA4342 |                |
| ATENU1019 | UC4276 | 荔枝角車廠 (L) |
| ATENU1036 | UC6650 |                |
| ATENU1080 | UD6532 |                |
| ATENU1182 | UJ4924 |                |
| ATENU1283 | VD5664 |                |
| ATENU1319 | VF5068 | 荔枝角車廠 (L) |
| ATENU1503 | VN3305 | 荔枝角車廠 (L) |
| 3ATENU96  | UF2605 |                |
| 3ATENU122 | UF7260 |                |
| 3ATENU126 | UF8231 |                |
| 3ATENU176 | VP603  |                |
| 3ATENU178 | VP2460 |                |
| E6X5      | WG9611 |                |
| E6X40     | VL9096 |                |
| E6X42     | WL9211 |                |
| E6X48     | VL9967 |                |
| E6X52     | WM5373 |                |
| E6X69     | WN3125 |                |
| E6X70     | WN3154 |                |
| E6X82     | WN5539 |                |
| E6X139    | WZ9345 |                |
| E6X166    | XZ3127 |                |
| E6X172    | XZ3004 |                |
| E6X187    | XZ6706 |                |

## 行車路線
73X

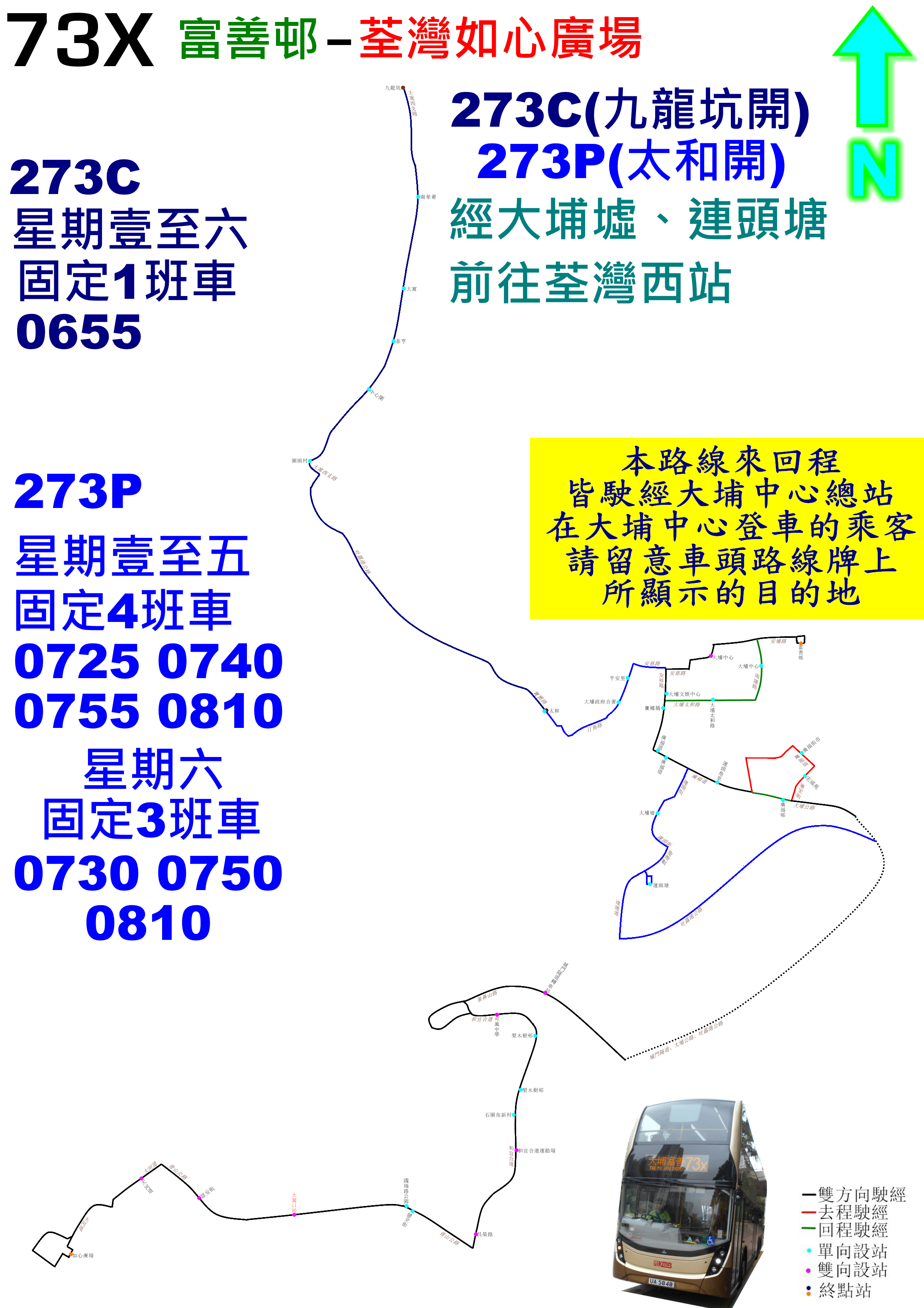
73X線、273C線及273P線的走線圖，當中深藍線表示只有273C駛經，而藍線則表示273C及273P同時駛經

大埔（富善）開經：安埔路、大埔中心巴士總站、安慈路、安祥路、寶鄉橋、寶鄉街、廣福道、南運路、寶湖道、廣宏街、大埔公路－元州仔段、吐露港公路、大埔公路－沙田段、城門隧道公路、城門隧道、和宜合交匯處、和宜合道、昌榮路、昌榮路迴旋處、青山公路（葵涌段、荃灣段）及大河道。
荃灣（如心廣場）開經：大河道、青山公路（荃灣段、葵涌段）、昌榮路迴旋處、昌榮路、和宜合道、和宜合交匯處、城門隧道、城門隧道公路、大埔公路－沙田段、吐露港公路、大埔公路－元州仔段、廣福道、寶鄉街、寶鄉橋、大埔太和路、南運路及安埔路。
每日20:00後往富善方向班次駛至寶鄉橋後，改經安祥路、安慈路、大埔中心巴士總站，而不經有斜體字之路段。
可視乎交通情況，改經城門道、西樓角路、蕙荃路、荃錦交匯處及象鼻山路，然後返回城門隧道常規班次原線。
各班次之具體停站請參考資訊框
73D
廣福開經：寶湖道、廣宏街、大埔公路－元州仔段、吐露港公路、創新路、科學園路、瑞祥街、吐露港公路、大埔公路－沙田段、城門隧道公路、城門隧道、和宜合交匯處、和宜合道、昌榮路、昌榮路迴旋處、青山公路 (葵涌段、荃灣段)及大河道。
荃灣（如心廣場）開經：大河道、青山公路 (荃灣段、葵涌段)、昌榮路迴旋處、昌榮路、和宜合道、和宜合交匯處、城門隧道、城門隧道公路、大埔公路－沙田段、吐露港公路、澤祥街、科學園路、創新路、吐露港公路、大埔公路－元州仔段、廣福道、寶鄉街、寶鄉橋、大埔太和路、南運路及安埔路。
各班次之具體停站請參考資訊框
73F
荃灣（如心廣場）開經：大河道、青山公路 (荃灣段、葵涌段)、昌榮路迴旋處、昌榮路、和宜合道、和宜合交匯處、城門隧道、城門隧道公路、大埔公路－沙田段、吐露港公路、完善路、汀角路、大發街、大昌街、大埔工業邨巴士總站、大貴街、汀角路、露輝路及露屏路。
香港教育大學開經：露屏路、露輝路、汀角路、大貴街、大昌街、大發街、汀角路、完善路、吐露港公路、大埔公路－沙田段、城門隧道公路、城門隧道、象鼻山路、和宜合交匯處、和宜合道、昌榮路、昌榮路迴旋處、青山公路（葵涌段、荃灣段）及大河道。
各班次之具體停站請參考資訊框
73P

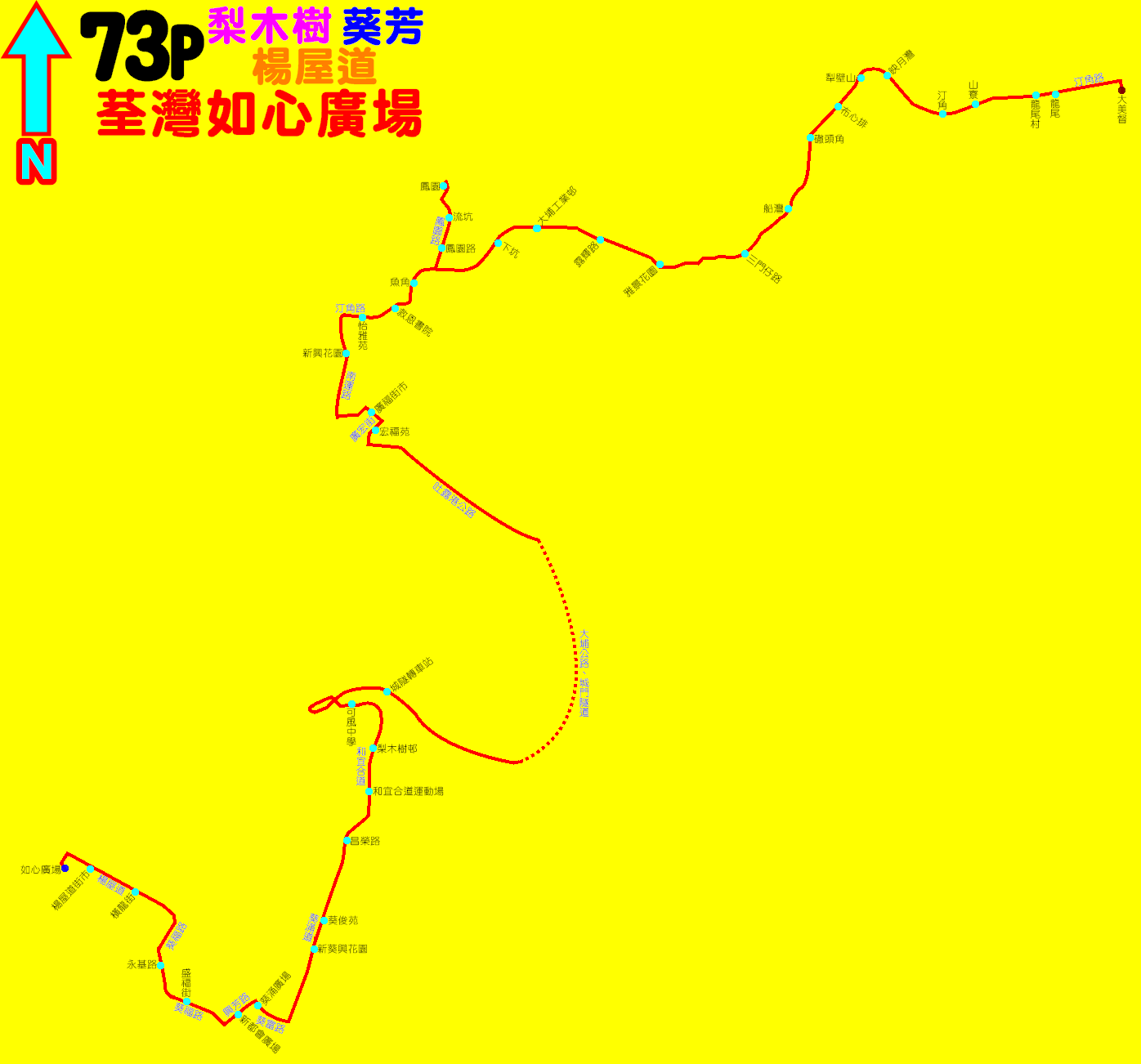
73P線的走線圖

大美督開經：大美督路、汀角路、鳳園路、鳳園巴士總站、鳳園路、汀角路、南運路、寶湖道、廣宏街、大埔公路－元州仔段、吐露港公路、大埔公路－沙田段、城門隧道公路、城門隧道、和宜合交匯處、和宜合道、昌榮路、葵涌道、葵富路、興芳路、葵福路、楊屋道及大河道。
荃灣（如心廣場）開經：大河道、楊屋道、葵福路、興芳路、葵富路、葵涌道、昌榮路迴旋處、昌榮路、和宜合道、和宜合交匯處、城門隧道、城門隧道公路、大埔公路－沙田段、吐露港公路、完善路、大埔太和路、南運路、汀角路、鳳園路、鳳園巴士總站、鳳園路、汀角路及大美督路。
各班次之具體停站請參考資訊框

## 客量
九巴73X線是唯一一條全日來往大埔區至荃灣的巴士路線。由於本線定線直接，而乘搭港鐵需多次轉線，且路線迂迴曲折，因此連新界西（屯門區）的居民也選擇轉乘本線往來大埔區（往返荃葵的M線巴士大部份均能直達屯門各大屋邨，且設有$4.2的八達通轉乘優惠），所以本線客量十分高，位列全港頭十，亦已接近飽和的狀態，為大埔區主要對外「線王」，僅次於74X線。九巴於2014年引入本港首批12.8米雙層巴士，此路線率先獲派以應付高企客量，創全亞洲業界先河。
本線在早上繁忙時間設有特別班次由廣福邨街市開往荃灣（如心廣場），而下午繁忙時間則有不定時的空車直接到昌榮路工業區及城門隧道轉車站幫忙紓緩客量。
近年本路線往大埔方向加開一班下午繁忙時間特別班次（19:00），由如心廣場開出至眾安街分站後，不經大窩口站至可風中學巴士站，直接沿49X線往沙田方向路線不停站直接駛上城門隧道轉車站前往大埔。並加派中途起載班次於昌榮路沿途接載下班人潮。
73P方面，因為此線未能配合醉酒灣工業區下班時間。因此客量較為遜色。且此線收費較高，因此未能吸引73X乘客轉搭此線。

## 外部連結
- 九巴73X線官方網站路線資料 （页面存档备份，存于）